# 西區 (丹地)
西區（英語：West End）是蘇格蘭邓迪的地方，南面是泰河，北面是布萊克內斯，東面是市中心。自1998年起，市議會在西區和市中心交界之間打造為「文化區」，丹地保留劇目劇院、丹地科學中心、丹地當代藝術、鄧肯喬登斯坦藝術及設計學院等建築物均在該處。丹地大學的主校園亦是位於這區。